# مرحبا في موزبورت
مرحباً في موزبورت (بالإنجليزية: Welcome to Mooseport) فيلم أمريكي كوميدي سياسي ساخر صدر عام 2004. من إخراج دونالد بيتري وبطولة راي رومانو وجين هاكمان (وهو آخر فيلم قبل اعتزاله).
صور الفيلم في جورجينا في أونتاريو وبورت بيري في أونتاريو في كندا.

## روابط خارجية
- مرحباً في موزبورت على موقع IMDb (الإنجليزية)
- مرحباً في موزبورت على موقع ميتاكريتيك (الإنجليزية)
- مرحباً في موزبورت على موقع الموسوعة البريطانية (الإنجليزية)
- مرحباً في موزبورت على موقع روتن توميتوز (الإنجليزية)
- مرحباً في موزبورت على موقع نتفليكس (الإنجليزية)
- مرحباً في موزبورت على موقع قاعدة بيانات الأفلام العربية
- مرحباً في موزبورت على موقع ألو سيني (الفرنسية)
- مرحباً في موزبورت على موقع Turner Classic Movies (الإنجليزية)
- مرحباً في موزبورت على موقع أول موفي (الإنجليزية)
- مرحباً في موزبورت على موقع بوكس أوفيس موجو (الإنجليزية)